# Knox City (Texas)
Knox City ist eine Stadt im Knox County in Texas in den USA.

## Demografie
Das U.S. Census Bureau hat bei der Volkszählung 2020 eine Einwohnerzahl von 1.065 ermittelt.
| Jahr | Einwohner | %±      |
| ---- | --------- | ------- |
| 1920 | 0698      | —       |
| 1930 | 0906      | 29,8 %  |
| 1940 | 1127      | 24,4 %  |
| 1950 | 1489      | 32,1 %  |
| 1960 | 1805      | 21,2 %  |
| 1970 | 1536      | −14,9 % |
| 1980 | 1546      | 0,7 %   |
| 1990 | 1440      | −6,9 %  |
| 2000 | 1219      | −15,3 % |
| 2010 | 1130      | −7,3 %  |
| 2020 | 1065      | −5,8 %  |

## Geographie
Knox City liegt im südlichen Knox County, an der Kreuzung der Texas State Highways 6 und 222. Der State Highway 6 verläuft nach Norden 19 km nach Benjamin, der Kreisstadt des County, und nach Süden 27 km nach Rule, während der Texas State Highway 222 im Osten 19 km nach Munday und nach Nordwesten 64 km nach Guthrie führt.
Laut dem United States Census Bureau hat Knox City eine Gesamtfläche von 2,2 km², wovon alles Land ist.

### Klima
Das Klima in dieser Gegend ist von heißen, feuchten Sommern und im Allgemeinen milden bis kühlen Wintern geprägt. Laut dem Klimaklassifikationssystem von Köppen hat Knox City ein feuchtes subtropisches Klima.

## Name
Der Ort wurde nach dem County benannt. Dieses wurde nach Henry Knox, einem US-amerikanischen Buchhändler, obersten Artillerieoffizier der Kontinentalarmee und dem ersten US-Kriegsminister, benannt.